# Sydhavn (parochie)
Sydhavn is een parochie van de Deense Volkskerk in de Deense gemeente Kopenhagen. De parochie maakt deel uit van het bisdom Kopenhagen en telt 7494 kerkleden op een bevolking van 11908 (2006). De parochie werd tot 1970 gerekend onder Sokkelund Herred.
De parochie ontstond in 2004 na samenvoeging van de parochies Frederiksholm en Sjælor.

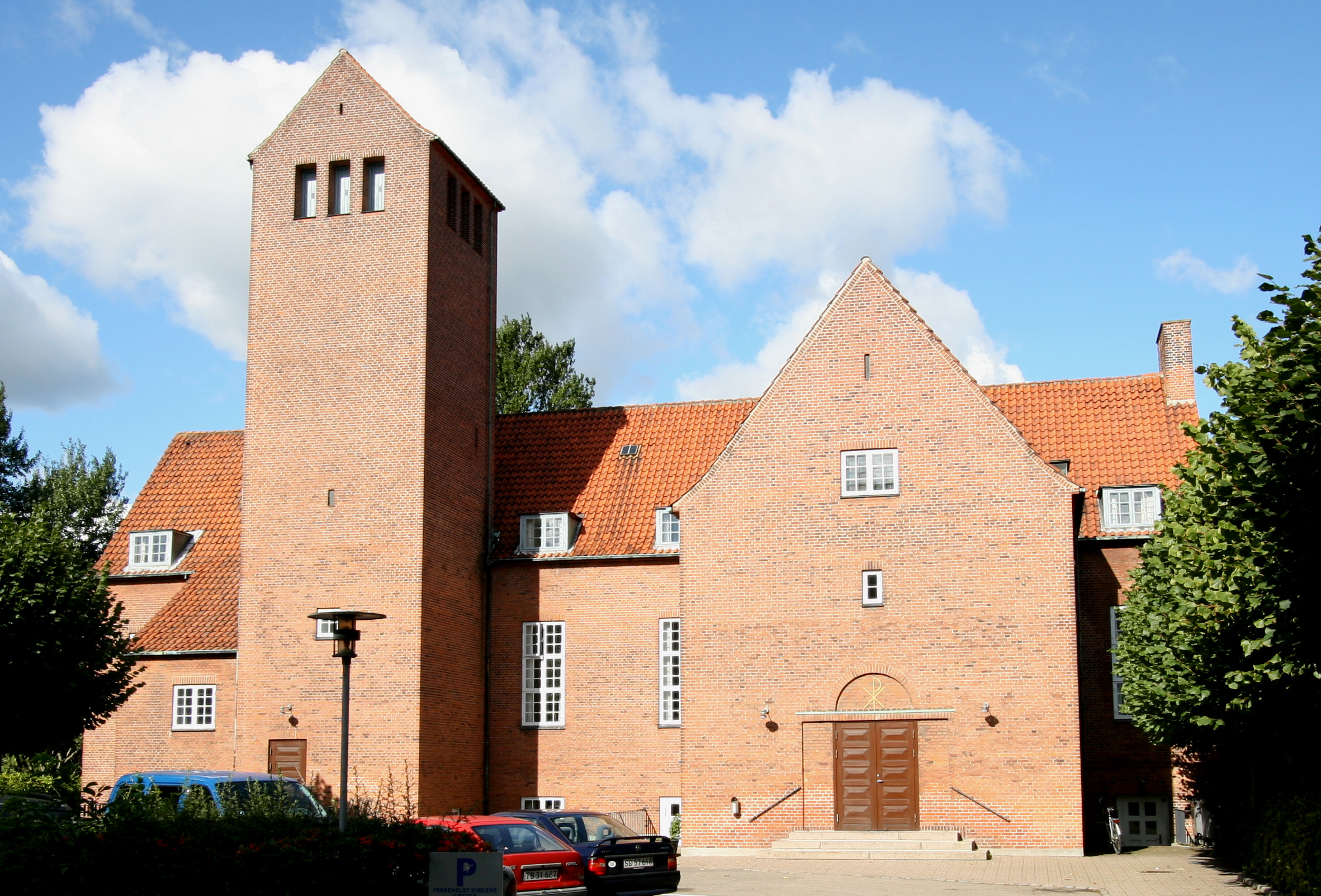
Frederiksholm Kirke (1927, 1952)

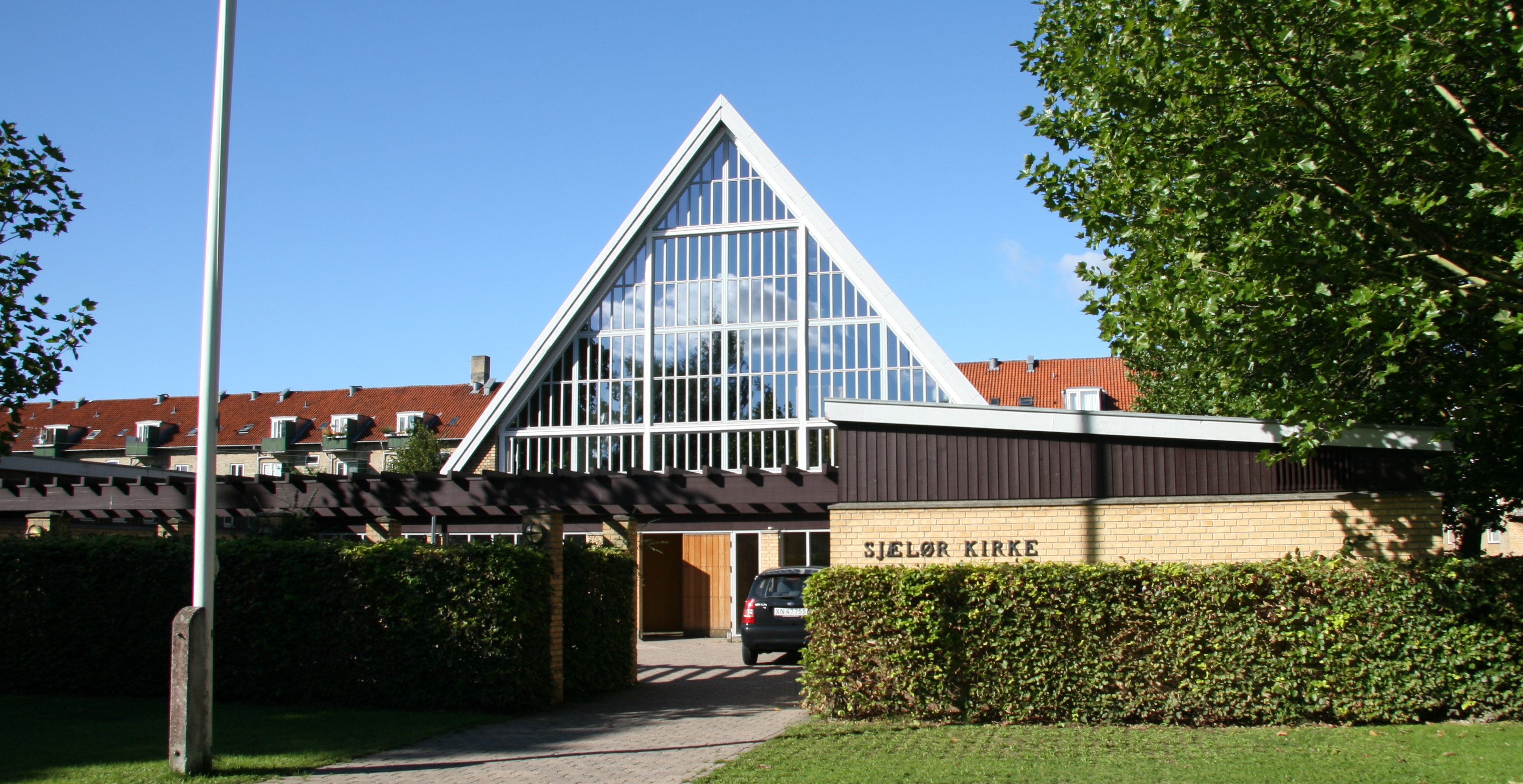
Sjælør Kirke (1952)

Aaker · Aalholm · Absalons · Advent · Aldersro · Allehelgens · Allinge-Sandvig · Anna · Ansgar · Apostelkirkens · Bellahøj · Bethlehem · Bispebjerg · Blågårdens · Bodilsker · Brønshøj · Christian · Christiansø · Davids · De Gamles Bys · Dragør · Elias · Emdrup · Enghave · Filip · Flintholm · Fredens-Nazaret · Frederiks · Frederiksberg · Frederiksberg Slotssogn · Frihavns · Garnisons · Gethsemane · Godthaab · Grøndals · Gudhjem · Hans Egedes · Hasle · Helligånds · Højdevang · Holmens · Husum · Husumvold · Hyltebjerg · Ibsker · Islands Brygges · Johannes Døbers · Kapernaums · Kastel · Kastrup · Kildevælds · Kingo-Samuel · Kingos · Klemensker · Knudsker · Korsvejens · Kristkirkens · Lindevang · Lundehus · Margrethe · Maria · Mariendal · Nathanaels · Nexø · Nyker · Nylarsker · Olsker · Østerlarsker · Østermarie · Østervold · Pedersker · Poulsker · Rø · Rønne · Rosenvænget · Rutsker · Samuels · Sankt Andreas · Sankt Jakobs · Sankt Johannes · Sankt Lukas · Sankt Markus · Sankt Matthæus · Sankt Pauls · Sankt Stefans · Sankt Thomas · Simeons · Simon Peter · Sion · Skelgårds · Solbjerg · Solvang · Store Magleby · Sundby · Sundkirkens · Svaneke · Sydhavn · Tagensbo · Tårnby · Timotheus · Tingbjerg · Trinitatis · Utterslev · Valby · Vanløse · Vesterbro · Vestermarie · Vigerslev · Vor Frelsers · Vor Frue